# Öndör-Ulaan
Öndör-Ulaan (tiếng Mông Cổ: Өндөр-Улаан, đỏ đậm) là một sum của tỉnh Arkhangai tại miền trung Mông Cổ. Vào năm 2010, dân số của sum là 5.028 người.

## Địa lý
Sum có diện tích khoảng 4000 km2. Trung tâm sum, Teel, nằm cách thủ đô Ulaanbaatar 560 km và cách tỉnh lị Tsetserleg 122 km. Öndör-Ulaan giáp với sáu sum khác trong tỉnh: Ikh-Tamir, Chuluut, Khangai, Tariat, Jargalant và Erdenemandal.
Sum nằm giữa những ngọn núi của dãy Khangai và có sông Chuluut chảy qua.
Ở Öndör-Ulaan, có các loài động vật như sói, cáo, hươu nai, thỏ và lửng. Rhodiola rosea mọc ở đây trong một thời gian dài, và được người dân coi như là một loại thảo dược.
Có trữ lượng quặng sắt và vật liệu xây dựng.

### Khí hậu
Khu vực này có khí hậu lục địa khắc nghiệt. Nhiệt độ trung bình tháng 1 dao động từ -22 đến -24 °C, trong khi nhiệt độ tháng 6 nằm trong khoảng từ 14 đến 17 °C. Lượng mưa trung bình hàng năm là 250 – 350 mm.

## Kinh tế
Các dịch vụ tại sum này bao gồm một trường học và bệnh viện.

## Hành chính
Sum Öndör-Ulaan được chia thành 5 bag (xã):
- Azarga
- Khanui
- Dongoi
- Belkh
- Teel (trung tâm sum)